# 德斯蒙德·莫利斯
德斯蒙德·莫利斯（Desmond Morris，全名，1928年1月24日—）英國著名動物學家。

## 生平
出生於英國威爾特郡，中學畢業後，就讀英國伯明翰大學，得學士學位。後又入牛津大學繼續研究動物行為，提出一篇有關魚類性行為的論文，獲動物學博士。1952年與Ramona結婚。1956-1959年，受倫敦動物學會之聘，擔任製作影片及電視節目工作。1959-1967年，主持倫敦動物學會哺乳類動物組。現任牛津大學威伏生學院(Wolfson College, Oxford)研究員，主持一項動物行為的研究計劃(Program)，同時，也繼續在寫探討動物及人類行為的專書。
他對動物行為的探討，花了許多時間觀察與研究。此外，他對人類學，考古學與繪畫都很有興趣。早先他就寫了許多有關動物行為的學術性論文，發表於各種科學雜誌上。

## 著作
- 1962年《生物學的藝術》
- 1965年《哺乳類動物導論》
- 1967年《裸猿》
- 1969年《人類動物園》
- 1970年《繁殖行為的種種類型》
- 1971年《親密行為》
- 1977年《人類觀》
- 1985年《肢體觀》
- 1994年《人這種動物》

另外，又與妻子合寫《人與蛇》、《人與猿》、《人與熊貓》等。

## 另見
- 剛果 (黑猩猩)

## 外部連結
- 德斯蒙德·莫里斯官方網站 （页面存档备份，存于）